# 차영화
차영화(車榮華, 1957년 6월 27일 ~ )는 전 KBO 리그 해태 타이거즈의 내야수이다.

## 야구 활동

### 프로 입단 이전
차영화는 광주일고에 다니면서 고교야구 생활을 하는데 그는 2루수로 활동하면서 대통령배 고교야구 준준결승에서 역전 결승타를 때려내는 결정적인 역할과 함께 많은 활동을 하다 1976년 실업 야구 팀 롯데 자이언츠로 진출한다. 실업 리그에 진출한 그 해 그는 실업 야구 추계리그 최우수상을 받게 되고 나서 그 다음 해인 1977년 일본 전지훈련에서 일본 프로 야구 팀 롯데 오리온스 가네다 감독에게 관심을 보이기도 했다. 그 해 차영화는 실업·대학야구 올스타전에 내야수로 출전과 함께 1978년, 1979년 실업야구 올스타전에 뽑히기도 하였으며 이후 국가대표로 세계선수권대회같은 국제대회에도 출전하면서 많은 활약을 펼쳤다. 1981년 KBO 리그 출범준비와 함께 프로야구 구단들의 스카웃할 선수들의 명단의 윤곽이 밝혀지면서 차영화는 해태 타이거즈로 스카웃된다.

### 해태 타이거즈
1982년 KBO 리그 출범으로 그는 프로야구 원년 멤버와 함께 내야수로 연고 팀 해태 타이거즈의 창단 멤버로 입단하여 프로야구 활동을 시작하게 된다. 프로 원년에 2루수 부문 골든 글러브를 받았다. 이후 프로 생활 1년차인 1983년 한국시리즈 그리고 1986년 한국시리즈, 1988년 한국시리즈의 우승맴버로 활동하고 나서 다음 해인 1989년에 선수 활동에서 은퇴한다.

### 코치 및 감독 활동
은퇴 이후 해태 타이거즈는 차영화를 코치로 승격할 방침을 가졌고, 은퇴한 다음 해인 1990년부터 차영화는 해태 타이거즈의 코치를 맡기 시작한다. 이후 해태 타이거즈 선수단과 함께 코치진과 해태 타이거즈 선수단이 자금난에 시달리고 있는 모그룹을 돕기 위해 "해태 살리기 운동"에 참가하면서 코치 활동을 진행하다 2000년 시즌을 마친 해태 타이거즈는 결국 자금난으로 인해 이듬해 시즌 중 기아자동차에 인수되어 KIA 타이거즈로 승계됨과 동시에 차영화 코치는 KIA 타이거즈의 수비코치를 맡았다가, 2006년 1년간 2군 감독과 겸하여 수비코치를 맡았고 다음해 2007년에 단기간만 주루 및 작전코치를 진행하다 다시 2군 감독으로 복귀하였다. 2009년 시즌 종료 후 2010년부터 KIA 타이거즈는 2군 수비코치로 활동할 계획 했으나 KIA 타이거즈의 3군 운영이 시작과 함께 차영화 코치는 현재 3군 야수코치로 활동하면서 지내고 있다. 그러나 2013년 10월 4일 낙상 사고를 당해 골절상을 입고 현재 투병 중이다.

## 그 외
그의 아들은 현재 KBO 소속 심판인 차정구이며, 2011년에 KBO에서 교육을 받고 심판 자격을 취득했다. 2006년 삼성 라이온즈에 신고선수로 입단하여 1시즌 간 활동했다.

## 수상 및 통산기록
| 년도  | 팀   | 포지션 | 타율  | 경기 | 타수 | 득점 | 안타 | 2루타 | 3루타 | 홈런 | 루타수 | 타점 | 도루 | 도실 | 볼넷 | 사구 | 삼진 | 병살 | 실책 | 비고                 |
| ----- | ---- | ------ | ----- | ---- | ---- | ---- | ---- | ----- | ----- | ---- | ------ | ---- | ---- | ---- | ---- | ---- | ---- | ---- | ---- | -------------------- |
| 1982  | 해태 | 2루수  | 0.259 | 76   | 282  | 46   | 73   | 9     | 1     | 1    | 87     | 12   | 32   | 10   | 31   | 3    | 20   | 3    | 5    | 2루수 골든 글러브 상 |
| 1983  | 해태 | 2루수  | 0.266 | 82   | 229  | 20   | 61   | 6     | 2     | 1    | 74     | 23   | 16   | 11   | 13   | 2    | 17   | 3    | 7    |                      |
| 1984  | 해태 | 2루수  | 0.204 | 69   | 162  | 16   | 33   | 3     | 1     | 0    | 38     | 12   | 11   | 6    | 15   | 1    | 24   | 2    | 11   |                      |
| 1985  | 해태 | 2루수  | 0.239 | 106  | 238  | 21   | 57   | 7     | 0     | 0    | 64     | 12   | 13   | 5    | 11   | 1    | 21   | 6    | 7    |                      |
| 1986  | 해태 | 2루수  | 0.199 | 85   | 176  | 18   | 35   | 4     | 0     | 0    | 39     | 3    | 3    | 5    | 9    | 1    | 9    | 5    | 8    |                      |
| 1987  | 해태 | 3루수  | 0.200 | 39   | 70   | 9    | 14   | 4     | 0     | 0    | 18     | 6    | 5    | 1    | 5    | 1    | 3    | 4    | 3    |                      |
| 1988  | 해태 | 3루수  | 0.214 | 54   | 70   | 6    | 15   | 0     | 0     | 0    | 15     | 5    | 0    | 3    | 6    | 2    | 6    | 1    | 3    |                      |
| 1989  | 해태 | 3루수  | 0.222 | 15   | 9    | 0    | 2    | 0     | 0     | 0    | 2      | 2    | 0    | 1    | 0    | 0    | 0    | 1    | 2    |                      |
| 8시즌 | 통산 | 내야수 | 0.235 | 526  | 1236 | 136  | 290  | 33    | 4     | 2    | 337    | 75   | 80   | 42   | 90   | 11   | 100  | 25   | 46   |                      |

## 출신 학교
- 광주서림초등학교
- 전남중학교
- 광주제일고등학교
- 동신전문대학